# حافظ سعید خان
حافظ سعید خان( سپتامبر ۱۹۷۲_۲۶ ژوئیه ۲۰۱۶) یکی از تروریست های  سابق طالبان بود که پس از قدرت گرفتن داعش، به عنوان رهبر داعش خراسان به مبارزاتش ادامه داد. وی اولین رهبر این گروه به‌شمار می‌آید و در حمله نیروهای آمریکایی به مقر این گروه در ننگرهار افغانستان کشته شد.

## تحصیلات
او در سال ۱۹۷۲ در منطقه اوراکزی پاکستان به دنیا آمد. تحصیلات مقدماتی او در یکی از مکتب‌های آن منطقه، زیر نظر روحانیون سلفی انجام شد. برخی منابع معتبر تحصیلات تکمیلی وی را در دانشگاه پاکستان اعلام کرده‌اند.
با قدرت گرفتن جنبش طالبان پاکستان او به این گروه نزدیک شد و پس از گذراندن دوره‌های آموزشی، وارد یکی از شاخه‌های نظامی طالبان پاکستان شد.

## سفر به افغانستان
حافظ سعید خان پس از حملات ۱۱ سپتامبر با هدف دفاع از پیکارجویان افغانستان، راهی این کشور شد. در طول اقامت او در افغانستان اتفاقات مختلفی سبب نزدیکی او به بیت الله محسود رهبر وقت طالبان پاکستان شد. وی پس از چند ماه رهبری طالبان در بخش اوراکزی پاکستان را به دست گرفت و سال‌ها در آنجا ماند.

## جدایی از طالبان
پس از مرگ بیت الله محسود توسط حملات هوایی، سران قبایل محلی به دنبال جانشین جدیدی بودند. حافظ سعید خان که یکی از سه گزینه اصلی بود پس از ماه‌ها تلاش، ناکام ماند و همین علت باعث دلسردی او از طالبان افغانستان شد. درگیری‌های مقامات ارشد طالبان با او، یکی از عوامل مهم ترک این گروه توسط حافظ سعید خان بود.
وی به همراه ۵ تن از نزدیکانش در ۱۵ اکتبر ۲۰۱۴، در یک پیام ویدیویی جدایی خود و نزدیکانش را از این گروه اعلام کرد و با ابوبکر البغدادی رهبر داعش بیعت کرد.

## رهبری داعش خراسان
تلاش‌هایی از سوی ابوبکر البغدادی رهبر داعش برای احداث یک گروه محلی در منطقه خراسان صورت گرفت. حافظ سعید خان نخستین گزینه برای رهبری این گروه تازه تأسیس بود. این منطقه شامل بخش بزرگی از شمال شرقی ایران، شمال غربی افغانستان و قسمت‌هایی از غرب پاکستان است.
حافظ سعید خان با روابط گسترده خود موفق شد تا عده زیادی از اعضای جدا شده طالبان پاکستان و افغانستان را دور خود جمع کند. انجام عملیات‌های گوناگون از دستاوردهای نظامی وی به‌شمار می‌آید.

## مرگ
نخستین خبر مرگ وی از طرف مقامات افغانستانی منتشر شد. مقامات این کشور اعلام کردند که حافظ سعید خان توسط مأمور اطلاعاتی ایالات متحده آمریکا کشته شده‌است اما دولت آمریکا این خبر را تأیید نکرد.
سرانجام در ۱۲ اوت ۲۰۱۶ ایالات متحده آمریکا اعلام کرد که رهبر حکومت اسلامی عراق و شام - استان خراسان توسط جنگده‌های بدون سرنشین کشته شده‌است.